# شجرة العائلة

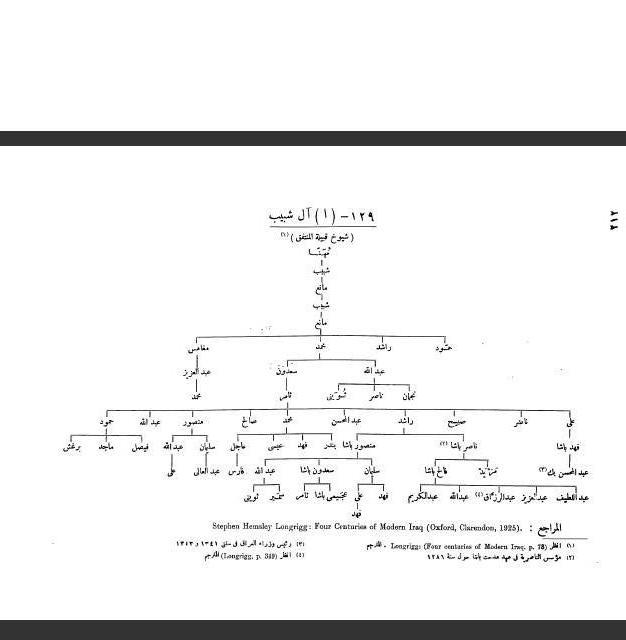
مثال لشجرة أحد الأسر الحاكمة في التاريخ الإسلامي

شجرة العائلة أو النَّسَب هو الرسم البياني الذي يمثل أصول العائلة ونسبها في هيكل تقليدي على شكل شجرة وتستخدم الأشجار الأكثر تفصيلا في الطب، علم الأنساب، والعمل الاجتماعي وتعرف باسم صورة الجينات

## تمثيلات شجرة العائلة
يمكن تمثيل بيانات الانساب باكثر من طريقة، فعلى سبيل المثال كمخطط الانساب أو الجدود. وغالبا ما يُعبر عن شجرة العائلة بوجود الأجيال الكبرى قي الأعلى والصغرى في الأسفل. مخطط النسب وهو عبارة عن شجرة تظهر اسلاف الفرد وتشبه في تكوينها شكل الشجرة إلى حد كبير، حيث تكون عريضة بالأعلى وتضيق مرورا لنهايتها. وفي بعض الرسوم البيانية للنسب، يظهر الفرد على اليسار وتظهر أسرته وأجداده على اليمين. أما الرسم البياني التنازلي الذي يصور جميع المتحدرين من الفرد سوف يكون أضيق في الجزء العلوي.

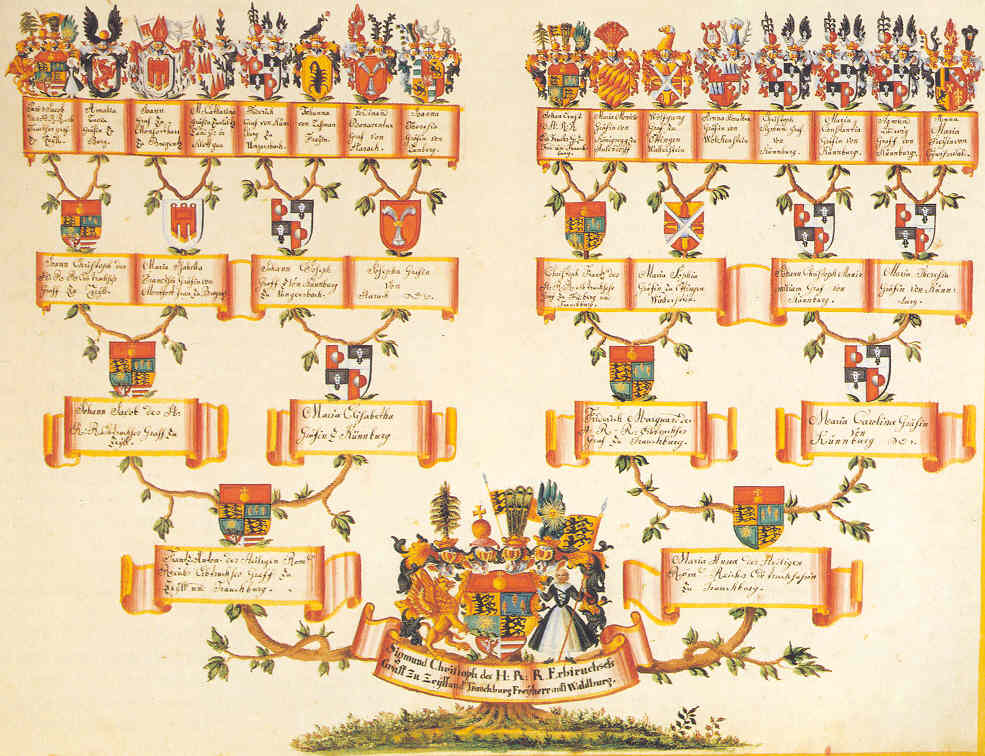
شجرة عائلة سيغموند كريستوف فون والدبرج زيل تراوشبرج

يمكن بناء شجرة العائلة بعدة اشكال. فيمكن أن تشمل جميع المتحدرين مباشرة من الجد الأول، أو جميع الأجداد المعروفين لشخص حي. ويمكن أن يشتمل شكل آخر على جميع أعضاء لقب معين (مثل خط المتحدرين الذكور). وثمة نهج آخر هو رسم شجرة تحتوي على جميع أصحاب منصب معين، مثل ملوك ألمانيا. ويعتمد ذلك على الزواج الوراثي للحفاظ على تماسك الروابط بين السلالات.

## النشأة
ربما نشأت صورة الشجرة للتعبير عن الانساب مع أحد فنون القرون الوسطى لشجرة جيسي[بحاجة لمصدر]، والتي استخدمت لتوضيح نسب المسيح بناء على سفر اشعيا (اشعيا 11 ,1). فربما هي الأولى قبل ظهور الكتاب المقدس، والأولى التي تظهر العلاقات الأسرية كاملة بدلا من نظام أبوي محض، وهي شجرة العائلة للآلهة الكلاسيكية في بوكاتشو علم انساب deorum gentilium (وفي أصل الآلهة الوثنيين)، تاريخ الإصدار الأول إلى 1360.[بحاجة لمصدر]
يعتبر محمد بن ادريس الشافعي القرشي أول من ابتكر تشجير النسب , يحدثنا عن ذلك ابن الطقطقي الحسني قائلًا (وضع الشافعي النسب بين دفتين منقسمًا إلى نوعين وهما المشجر والمبسوط ). ثم أكمل شهادته عن رؤية الشافعي يقدم هدية كتاب للنسب إلى هارون الرشيد وكتب في صفحته الأولى : أهديت إليك يا ابن سيد البطحاء شجرة أصلها ثابت وفرعها في السماء .

## قصتها

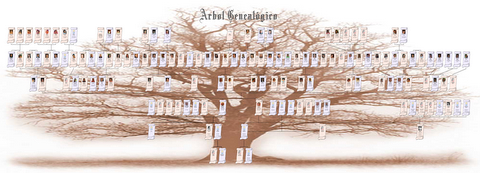
Ahnenblatt شجرة العائلة

أطول شجرة عائلة في العالم اليوم تخص الفيلسوف والمعلم الصيني كونفوشيوس (551-479 قبل الميلاد)، وهو من سلالة تانغ كينغ (1675 قبل الميلاد - 1646 قبل الميلاد). فهي تمتد لأكثر من 80 جيل وتشمل أكثر من مليوني عضو. وقد بدأ جهد دولي شارك فيه أكثر من 450 فرعا في جميع أنحاء العالم في عام 1998 من أجل تعقب وتنقيح شجرة هذه العائلة. وسوف تعرض النتائج بحلول عام 2009 الصادرة من لجنة البحث عن انساب كونفيشيوس، ليتزامن مع الذكرى ال 2560 لمولد المفكر الصينى. ومن المتوقع لهذه الطبعة الأخيرة أن تشمل نحو 1.3 مليون عضو حي منتشرين في جميع أنحاء العالم اليوم.